# みる&やも 虹ノ瀬放送局
みる&やも 虹ノ瀬放送局は、Galge.comにて配信されていた、ピースソフト社製の成人向け美少女ゲームソフト「ツンな彼女デレな彼女」の紹介を兼ねたインターネットラジオ番組。パーソナリティは、声優の「みる」(紫藤遥　役）と「やも」（ピースソフト代表取締役）の二人。

## パーソナリティ
- みる：声優。美少女ゲームソフト「ツンな彼女デレな彼女」で紫藤遥役で出演、パーソナリティを務める。
- やも：ピースソフト代表取締役。番組企画会議の席で出演を依頼され、断りきれずに出演することになった。

## コーナー
ツン VS デレ コーナー（毎週）
「ツン」と「デレ」のどちらがいいのかをリスナーから投稿されたシチュエーションから、「みる」が判定するコーナー。
天国か主に地獄！ ゲーム紹介コーナー（隔週）
新作ゲームの紹介文を、「やも」が言葉を噛まずに読み上げるコーナー。成功すればパーソナリティー二人におやつが出されるが、失敗すると「やも」に罰ゲームが与えられるコーナー。
変態観測のコーナー（隔週）
「自分が変態だと思う一瞬」をテーマに、リスナーから寄せられた投稿を「みる」が変態であるかどうか判定。変態と認められる内容には「みる」が「変態！」と詰るコーナー。

## エピソード
- パーソナリティーの「やも」が第9回から11回配信分まで欠席。代表取締役の職務上の理由からであった。
  - 第9 - 10回配信分は、声優の「金田まひる」が「やも」の代行を担当、それに伴い番組タイトルも「みる&まひる」と変更した。
  - 第11回配信分では、ピースソフトの営業担当（自称「たいぞう」）が、「やも」に代わってパーソナリティーを担当した。

## ゲスト
| 配信日 | 出演者名   | 備考      |
| ------ | ---------- | --------- |
| 第 5回 | 倉田まりや | 声優      |
| 第 6回 | 倉田まりや | 声優      |
| 第 7回 | 榎津まお   | アカネ役  |
| 第 9回 | 金田まひる | 声優      |
| 第10回 | 金田まひる | 声優      |
| 第11回 | 草柳順子   | 橘美里 役 |